# Иваняне (железопътна гара)
Спирка Иваняне е железопътна спирка в гр. Банкя, която обслужва североизточната част на града и близкото с. Иваняне, район Банкя, Столична община, област София, на което е наречена спирката.
На нея спират всички пътнически влакове, превозващи по направление Банкя – Централна гара София.